# Scaphobaeocera ptiliformis
Espèce
Scaphobaeocera ptiliformis est une espèce de coléoptères de la famille des Staphylinidae et de la sous-famille des Scaphidiinae.

## Répartition et habitat
Cette espèce est décrite de Papouasie-Nouvelle-Guinée.